# Ropica hebridarum
Ropica hebridarum är en skalbaggsart som beskrevs av Stefan von Breuning 1939. Ropica hebridarum ingår i släktet Ropica och familjen långhorningar.
Artens utbredningsområde är Vanuatu. Inga underarter finns listade i Catalogue of Life.